# Jerzy Toeplitz
Jerzy Toeplitz, né le 24 novembre 1909 à Kharkov, aujourd'hui Kharkiv en Ukraine, et mort le 24 juillet 1995  à Varsovie, est un historien polonais du cinéma, pédagogue et recteur de l'École nationale de cinéma de Łódź. Il fut le président de la Fédération internationale des archives du film de 1948 à 1972.